# Geronimo's hazelworm
Geronimo’s hazelworm, ook wel pootloze hagedis van Geronimo, (Anniella geronimensis) is een hagedis uit de familie pootloze hagedissen (Anniellidae).

## Naam en indeling
De wetenschappelijke naam van de groep werd voor het eerst voorgesteld door Charles E. Shaw in 1940. De hagedis werd lange tijd tot de hazelwormen gerekend.
De soortaanduiding geronimensis betekent vrij vertaald 'levend in San Geronimo', en verwijst naar de typelocatie; het gebied waar de soort voor het eerst is aangetroffen.

## Uiterlijke kenmerken
Het lichaam is langwerpig en dun, zowel voor- als achterpoten ontbreken. Geronimo's hazelworm lijkt enigszins op een slang maar kan worden onderscheiden door de beweeglijke oogleden, die slangen niet hebben. De kop is klein en moeilijk te onderscheiden van het lichaam door het ontbreken van een insnoering achter de kop. De schubben aan de kop zijn groot en dik, het rostrum is puntig. De oogopening is klein en spleet-achtig.
De lichaamslengte bedraagt ongeveer 10 tot 14 centimeter. Dit is exclusief de staart die ongeveer 30 tot 35 procent van de lichaamslengte uitmaakt.
De lichaamskleur is grijs tot zwart, met dunne zwarte lengte strepen over het gehele lichaam. Dit zijn er meestal zeven tot cht op het lijf en zes tot zeven op de start. De schubben zijn glad en glanzend. Op het midden van het lichaam zijn 24 tot 26 schubbenrijen in de lengte aanwezig. Zowel de kop als de staart zijn afgerond, de snuitpunt is schoffelachtig wat het graven vergemakkelijkt.

## Levenswijze
Het voedsel van deze gravende hagedis bestaat voornamelijk uit insecten en spinnen. Als hij wordt aangevallen door een predator, dan werpt hij zijn staart af om te ontsnappen. Die groeit dan later weer aan, dit wordt wel caudale autotomie genoemd.
Deze soort is levendbarend; de vrouwtjes zetten geen eieren af maar brengen levende jongen ter wereld. De paring vindt plaats in de lente of vroege zomer, tussen september en november worden de jongen geboren. Dit zijn er altijd een tot twee per worp.

## Verspreiding en habitat
Deze soort komt plaatselijk algemeen voor in Mexico in Baja California. Vroeger was de hagedis alleen bekend van het eiland San Geronimo.
De habitat bestaat uit zanderige gebieden in kuststreken zoals duinen en verstuivingen. De hagedis wordt vaak aangetroffen in streken waar de planten Encelia, Ambrosia en Astragulus groeien.
Door de internationale natuurbeschermingsorganisatie IUCN is de beschermingsstatus 'bedreigd' toegewezen (Endangered of EN). Bedreigingen van de soort zijn onder andere het toerisme, de wegenbouw, landbouwontwikkeling en het gebruik van off-road voertuigen in de duinen.